# Katja Kuhl
Katja Kuhl (* im 20. Jahrhundert) ist eine ehemalige deutsche Schauspielerin.

## Leben
Katja Kuhl war von 1960 bis 2004 als Schauspielerin vor der Kamera tätig und wirkte in dieser Zeit in mehr als 30 Film-und-Fernsehproduktionen mit. Sie spielte in mehreren DEFA-Filmen und in Serien des Deutschen Fernsehfunks mit. Sie war zudem als Synchronsprecherin für Zeichentrickfilme aktiv.

## Filmografie (Auswahl)
- 1965: Tiefe Furchen
- 1976: Die Lindstedts (Fernsehserie)
- 1982–1985: Geschichten übern Gartenzaun (Fernsehserie)
- 1986: Polizeiruf 110: Das habe ich nicht gewollt
- 1993: Ein Mann am Zug (Fernsehserie)
- 1998: Ärzte (Fernsehserie, 1 Folge)